# París-Niza 2006
La París-Niza 2006, fue la edición número 64 de la carrera y puntuable para la prueba del circuito UCI ProTour, que estuvo compuesta de siete etapas y un prólogo del 5 al 12 de marzo de 2006. Los ciclistas completaron un recorrido de 1276,3 km con salida en Issy-les-Moulineaux y llegada a Niza, en Francia. La carrera fue vencida por el estadounidense  Floyd Landis, del equipo Phonak, que concluyó con nueve segundos de ventaja sobre el español Patxi Vila.

## Etapas
| Etapa     | Fecha     | Recorrido                                 | type                    | Distancia (km) | Ganador           | Líder        |
| --------- | --------- | ----------------------------------------- | ----------------------- | -------------- | ----------------- | ------------ |
| Prólogo   | 5 de mar  | Issy-les-Moulineaux – Issy-les-Moulineaux | contrarreloj individual | 4,8            | Bobby Julich      | Bobby Julich |
| 1.ª etapa | 6 de mar  | Villemandeur – Saint-Amand-Montrond       | etapa llana             | 193            | Tom Boonen        | Tom Boonen   |
| 2.ª etapa | 7 de mar  | Cérilly – Belleville                      | etapa de media montaña  | 200            | Tom Boonen        | Tom Boonen   |
| 3.ª etapa | 8 de mar  | Juliénas – Saint-Étienne                  | etapa de media montaña  | 168,5          | Patxi Vila        | Floyd Landis |
| 4.ª etapa | 9 de mar  | Saint-Étienne – Rasteau                   | etapa llana             | 193            | Tom Boonen        | Floyd Landis |
| 5.ª etapa | 10 de mar | Aviñón – Digne-les-Bains                  | etapa de montaña        | 201,5          | Joaquim Rodríguez | Floyd Landis |
| 6.ª etapa | 11 de mar | Digne-les-Bains – Cannes                  | etapa de media montaña  | 179            | Andréi Kashechkin | Floyd Landis |
| 7.ª etapa | 12 de mar | Niza – Niza                               | etapa de montaña        | 119            | Markus Zberg      | Floyd Landis |

## Detalles de las etapas

### Prólogo
| Issy-les-Moulineaux - Issy-les-Moulineaux | contrarreloj individual | (4,8 km) |

| \| Clasificación de la etapa \| Clasificación de la etapa \| Clasificación de la etapa \| Clasificación de la etapa \| Clasificación de la etapa \| \| Ciclista \| Ciclista \| Equipo \| Tiempo \| \| \| ------------------------- \| ------------------------- \| ------------------------------- \| ------------------------- \| ------------------------- \| \| 1.º \| Bobby Julich \| CSC \| 6 min 07 s \| \| \| 2.º \| Andréi Kashechkin \| Liberty Seguros-Würth \| + 1 s \| \| \| 3.º \| Bradley McGee \| La Française des jeux \| + 2 s \| \| \| 4.º \| Alberto Contador \| Liberty Seguros-Würth \| + 3 s \| \| \| 5.º \| Tom Boonen \| Quick Step-Innergetic \| + 3 s \| \| \| 6.º \| Samuel Sánchez \| Euskaltel-Euskadi \| + 3 s \| \| \| 7.º \| Bradley Wiggins \| Cofidis-Le Crédit par Téléphone \| + 5 s \| \| \| 8.º \| Benoît Vaugrenard \| La Française des jeux \| + 5 s \| \| \| 9.º \| Gert Steegmans \| Davitamon-Lotto \| + 7 s \| \| \| 10.º \| Rik Verbrugghe \| Cofidis-Le Crédit par Téléphone \| + 7 s \| \| |                   |                                 |            |
| |                   |                                 |            |
| |                   |                                 |            |
| Clasificación de la etapa |                   |                                 |            |
| Ciclista | Ciclista          | Equipo                          | Tiempo     |
| 1.º | Bobby Julich      | CSC                             | 6 min 07 s |
| 2.º | Andréi Kashechkin | Liberty Seguros-Würth           | + 1 s      |
| 3.º | Bradley McGee     | La Française des jeux           | + 2 s      |
| 4.º | Alberto Contador  | Liberty Seguros-Würth           | + 3 s      |
| 5.º | Tom Boonen        | Quick Step-Innergetic           | + 3 s      |
| 6.º | Samuel Sánchez    | Euskaltel-Euskadi               | + 3 s      |
| 7.º | Bradley Wiggins   | Cofidis-Le Crédit par Téléphone | + 5 s      |
| 8.º | Benoît Vaugrenard | La Française des jeux           | + 5 s      |
| 9.º | Gert Steegmans    | Davitamon-Lotto                 | + 7 s      |
| 10.º | Rik Verbrugghe    | Cofidis-Le Crédit par Téléphone | + 7 s      |

| \| Clasificación general \| Clasificación general \| Clasificación general \| Clasificación general \| Clasificación general \| \| Ciclista \| Ciclista \| Equipo \| Tiempo \| \| \| --------------------- \| --------------------- \| ------------------------------- \| --------------------- \| --------------------- \| \| 1.º \| Bobby Julich \| CSC \| 6 min 07 s \| \| \| 2.º \| Andréi Kashechkin \| Liberty Seguros-Würth \| + 1 s \| \| \| 3.º \| Bradley McGee \| La Française des jeux \| + 2 s \| \| \| 4.º \| Alberto Contador \| Liberty Seguros-Würth \| + 3 s \| \| \| 5.º \| Tom Boonen \| Quick Step-Innergetic \| + 3 s \| \| \| 6.º \| Samuel Sánchez \| Euskaltel-Euskadi \| + 3 s \| \| \| 7.º \| Bradley Wiggins \| Cofidis-Le Crédit par Téléphone \| + 5 s \| \| \| 8.º \| Benoît Vaugrenard \| La Française des jeux \| + 5 s \| \| \| 9.º \| Gert Steegmans \| Davitamon-Lotto \| + 7 s \| \| \| 10.º \| Rik Verbrugghe \| Cofidis-Le Crédit par Téléphone \| + 7 s \| \| |                   |                                 |            |
| |                   |                                 |            |
| |                   |                                 |            |
| Clasificación general |                   |                                 |            |
| Ciclista | Ciclista          | Equipo                          | Tiempo     |
| 1.º | Bobby Julich      | CSC                             | 6 min 07 s |
| 2.º | Andréi Kashechkin | Liberty Seguros-Würth           | + 1 s      |
| 3.º | Bradley McGee     | La Française des jeux           | + 2 s      |
| 4.º | Alberto Contador  | Liberty Seguros-Würth           | + 3 s      |
| 5.º | Tom Boonen        | Quick Step-Innergetic           | + 3 s      |
| 6.º | Samuel Sánchez    | Euskaltel-Euskadi               | + 3 s      |
| 7.º | Bradley Wiggins   | Cofidis-Le Crédit par Téléphone | + 5 s      |
| 8.º | Benoît Vaugrenard | La Française des jeux           | + 5 s      |
| 9.º | Gert Steegmans    | Davitamon-Lotto                 | + 7 s      |
| 10.º | Rik Verbrugghe    | Cofidis-Le Crédit par Téléphone | + 7 s      |

Resumen
Se llevó a cabo en un camino urbano de 4,8 km, con numerosas curvas y la necesidad de reducir la velocidad y revivir la acción muchas veces. El estadounidense Bobby Julich, el campeón saliente, fue el más rápido, llegando a la línea de meta con una ventaja mínima sobre el kazajo Andréi Kashechkin, 71 centésimas de segundo. Tercer lugar para el australiano Bradley McGee a 2 ".

### Etapa 1
| Villemandeur - Saint-Amand-Montrond | etapa llana | (193 km) |

| \| Clasificación de la etapa \| Clasificación de la etapa \| Clasificación de la etapa \| Clasificación de la etapa \| Clasificación de la etapa \| \| Ciclista \| Ciclista \| Equipo \| Tiempo \| \| \| ------------------------- \| ------------------------- \| ------------------------------ \| ------------------------- \| ------------------------- \| \| 1.º \| Tom Boonen \| Quick Step-Innergetic \| 4 h 58 min 01 s \| \| \| 2.º \| Allan Davis \| Liberty Seguros-Würth \| + 0 s \| \| \| 3.º \| Fran Ventoso \| Saunier Duval-Prodir \| + 0 s \| \| \| 4.º \| Elia Rigotto \| Team Milram \| + 0 s \| \| \| 5.º \| Danilo Napolitano \| Lampre-Fondital \| + 0 s \| \| \| 6.º \| Gert Steegmans \| Davitamon-Lotto \| + 0 s \| \| \| 7.º \| Vicente Reynés \| Caisse d'Épargne-Illes Balears \| + 0 s \| \| \| 8.º \| Lilian Jégou \| La Française des jeux \| + 0 s \| \| \| 9.º \| Vladímir Gúsev \| Discovery Channel \| + 0 s \| \| \| 10.º \| Hans Dekkers \| Agritubel \| + 0 s \| \| |                   |                                |                 |
| |                   |                                |                 |
| |                   |                                |                 |
| Clasificación de la etapa |                   |                                |                 |
| Ciclista | Ciclista          | Equipo                         | Tiempo          |
| 1.º | Tom Boonen        | Quick Step-Innergetic          | 4 h 58 min 01 s |
| 2.º | Allan Davis       | Liberty Seguros-Würth          | + 0 s           |
| 3.º | Fran Ventoso      | Saunier Duval-Prodir           | + 0 s           |
| 4.º | Elia Rigotto      | Team Milram                    | + 0 s           |
| 5.º | Danilo Napolitano | Lampre-Fondital                | + 0 s           |
| 6.º | Gert Steegmans    | Davitamon-Lotto                | + 0 s           |
| 7.º | Vicente Reynés    | Caisse d'Épargne-Illes Balears | + 0 s           |
| 8.º | Lilian Jégou      | La Française des jeux          | + 0 s           |
| 9.º | Vladímir Gúsev    | Discovery Channel              | + 0 s           |
| 10.º | Hans Dekkers      | Agritubel                      | + 0 s           |

| \| Clasificación general \| Clasificación general \| Clasificación general \| Clasificación general \| Clasificación general \| \| Ciclista \| Ciclista \| Equipo \| Tiempo \| \| \| --------------------- \| --------------------- \| ------------------------------- \| --------------------- \| --------------------- \| \| 1.º \| Tom Boonen \| Quick Step-Innergetic \| 5 h 02 min 01 s \| \| \| 2.º \| Bobby Julich \| CSC \| + 7 s \| \| \| 3.º \| Andréi Kashechkin \| Liberty Seguros-Würth \| + 8 s \| \| \| 4.º \| Bradley McGee \| La Française des jeux \| + 9 s \| \| \| 5.º \| Alberto Contador \| Liberty Seguros-Würth \| + 10 s \| \| \| 6.º \| Samuel Sánchez \| Euskaltel-Euskadi \| + 10 s \| \| \| 7.º \| Bradley Wiggins \| Cofidis-Le Crédit par Téléphone \| + 12 s \| \| \| 8.º \| Benoît Vaugrenard \| La Française des jeux \| + 12 s \| \| \| 9.º \| Gert Steegmans \| Davitamon-Lotto \| + 14 s \| \| \| 10.º \| Rik Verbrugghe \| Cofidis-Le Crédit par Téléphone \| + 14 s \| \| |                   |                                 |                 |
| |                   |                                 |                 |
| |                   |                                 |                 |
| Clasificación general |                   |                                 |                 |
| Ciclista | Ciclista          | Equipo                          | Tiempo          |
| 1.º | Tom Boonen        | Quick Step-Innergetic           | 5 h 02 min 01 s |
| 2.º | Bobby Julich      | CSC                             | + 7 s           |
| 3.º | Andréi Kashechkin | Liberty Seguros-Würth           | + 8 s           |
| 4.º | Bradley McGee     | La Française des jeux           | + 9 s           |
| 5.º | Alberto Contador  | Liberty Seguros-Würth           | + 10 s          |
| 6.º | Samuel Sánchez    | Euskaltel-Euskadi               | + 10 s          |
| 7.º | Bradley Wiggins   | Cofidis-Le Crédit par Téléphone | + 12 s          |
| 8.º | Benoît Vaugrenard | La Française des jeux           | + 12 s          |
| 9.º | Gert Steegmans    | Davitamon-Lotto                 | + 14 s          |
| 10.º | Rik Verbrugghe    | Cofidis-Le Crédit par Téléphone | + 14 s          |

Resumen
El campeón mundial belga Tom Boonen ganó, al final de un sprint, la primera etapa que trajo ciclistas de Villemandeur a Saint Armand Montrond en el centro de Francia. En segundo lugar Allan Davis, en el tercero Francisco José Ventoso. El escenario se vivió en el largo vuelo del francés Christophe Laurent y Stéphane Augé que, habiendo comenzado en el km 60, se alcanzaron a 6 km de la llegada, después de 127 km de escape en el que alcanzaron 10 minutos por delante del grupo. Gracias a los bonos Tom Boonen también conquistó el liderazgo de la clasificación.

### Etapa 2
| Cérilly - Belleville | etapa de media montaña | (200 km) |

| \| Clasificación de la etapa \| Clasificación de la etapa \| Clasificación de la etapa \| Clasificación de la etapa \| Clasificación de la etapa \| \| Ciclista \| Ciclista \| Equipo \| Tiempo \| \| \| ------------------------- \| ------------------------- \| ------------------------- \| ------------------------- \| ------------------------- \| \| 1.º \| Tom Boonen \| Quick Step-Innergetic \| 5 h 20 min 50 s \| \| \| 2.º \| Allan Davis \| Liberty Seguros-Würth \| + 0 s \| \| \| 3.º \| Danilo Napolitano \| Lampre-Fondital \| + 0 s \| \| \| 4.º \| Fran Ventoso \| Saunier Duval-Prodir \| + 0 s \| \| \| 5.º \| Simone Cadamuro \| Team Milram \| + 0 s \| \| \| 6.º \| Mathew Hayman \| Rabobank \| + 0 s \| \| \| 7.º \| Stefan Schumacher \| Gerolsteiner \| + 0 s \| \| \| 8.º \| Mauro Santambrogio \| Lampre-Fondital \| + 0 s \| \| \| 9.º \| Koldo Fernández de Larrea \| Euskaltel-Euskadi \| + 0 s \| \| \| 10.º \| Lilian Jégou \| La Française des jeux \| + 0 s \| \| |                           |                       |                 |
| |                           |                       |                 |
| |                           |                       |                 |
| Clasificación de la etapa |                           |                       |                 |
| Ciclista | Ciclista                  | Equipo                | Tiempo          |
| 1.º | Tom Boonen                | Quick Step-Innergetic | 5 h 20 min 50 s |
| 2.º | Allan Davis               | Liberty Seguros-Würth | + 0 s           |
| 3.º | Danilo Napolitano         | Lampre-Fondital       | + 0 s           |
| 4.º | Fran Ventoso              | Saunier Duval-Prodir  | + 0 s           |
| 5.º | Simone Cadamuro           | Team Milram           | + 0 s           |
| 6.º | Mathew Hayman             | Rabobank              | + 0 s           |
| 7.º | Stefan Schumacher         | Gerolsteiner          | + 0 s           |
| 8.º | Mauro Santambrogio        | Lampre-Fondital       | + 0 s           |
| 9.º | Koldo Fernández de Larrea | Euskaltel-Euskadi     | + 0 s           |
| 10.º | Lilian Jégou              | La Française des jeux | + 0 s           |

| \| Clasificación general \| Clasificación general \| Clasificación general \| Clasificación general \| Clasificación general \| \| Ciclista \| Ciclista \| Equipo \| Tiempo \| \| \| --------------------- \| --------------------- \| ---------------------- \| --------------------- \| --------------------- \| \| 1.º \| Tom Boonen \| Quick Step-Innergetic \| 10 h 22 min 41 s \| \| \| 2.º \| Bobby Julich \| CSC \| + 17 s \| \| \| 3.º \| Andréi Kashechkin \| Liberty Seguros-Würth \| + 18 s \| \| \| 4.º \| Samuel Sánchez \| Euskaltel-Euskadi \| + 20 s \| \| \| 5.º \| Benoît Vaugrenard \| La Française des jeux \| + 22 s \| \| \| 6.º \| Allan Davis \| Liberty Seguros-Würth \| + 24 s \| \| \| 7.º \| Gert Steegmans \| Davitamon-Lotto \| + 24 s \| \| \| 8.º \| Floyd Landis \| Phonak Hearing Systems \| + 25 s \| \| \| 9.º \| Sandy Casar \| La Française des jeux \| + 25 s \| \| \| 10.º \| Matej Mugerli \| Liquigas \| + 25 s \| \| |                   |                        |                  |
| |                   |                        |                  |
| |                   |                        |                  |
| Clasificación general |                   |                        |                  |
| Ciclista | Ciclista          | Equipo                 | Tiempo           |
| 1.º | Tom Boonen        | Quick Step-Innergetic  | 10 h 22 min 41 s |
| 2.º | Bobby Julich      | CSC                    | + 17 s           |
| 3.º | Andréi Kashechkin | Liberty Seguros-Würth  | + 18 s           |
| 4.º | Samuel Sánchez    | Euskaltel-Euskadi      | + 20 s           |
| 5.º | Benoît Vaugrenard | La Française des jeux  | + 22 s           |
| 6.º | Allan Davis       | Liberty Seguros-Würth  | + 24 s           |
| 7.º | Gert Steegmans    | Davitamon-Lotto        | + 24 s           |
| 8.º | Floyd Landis      | Phonak Hearing Systems | + 25 s           |
| 9.º | Sandy Casar       | La Française des jeux  | + 25 s           |
| 10.º | Matej Mugerli     | Liquigas               | + 25 s           |

Resumen
Nueva victoria de Sprint para Tom Boonen. Al comienzo de la etapa intentó la acción solitaria Nicolas Crosbie, el grupo no reaccionó y el francés llegó a la distancia de 81 km con 27 minutos de ventaja sobre el grupo. Las fuerzas de los franceses disminuyeron proporcionalmente al aumento en el ritmo del grupo y en 13 km de la llegada llegó la reunión, después de 187 km de escape solitario. La llegada finalizó con un sprint grupal y con la victoria del campeón mundial, que precedió a Allan Davis y Danilo Napolitano.

### Etapa 3
| Juliénas - Saint-Étienne | etapa de media montaña | (168,5 km) |

| \| Clasificación de la etapa \| Clasificación de la etapa \| Clasificación de la etapa \| Clasificación de la etapa \| Clasificación de la etapa \| \| Ciclista \| Ciclista \| Equipo \| Tiempo \| \| \| ------------------------- \| ------------------------- \| ------------------------------ \| ------------------------- \| ------------------------- \| \| 1.º \| Patxi Vila \| Lampre-Fondital \| 4 h 23 min 28 s \| \| \| 2.º \| Floyd Landis \| Phonak Hearing Systems \| + 0 s \| \| \| 3.º \| Samuel Sánchez \| Euskaltel-Euskadi \| + 1 min 16 s \| \| \| 4.º \| Fränk Schleck \| CSC \| + 1 min 16 s \| \| \| 5.º \| Antonio Colom \| Caisse d'Épargne-Illes Balears \| + 1 min 16 s \| \| \| 6.º \| Stefan Schumacher \| Gerolsteiner \| + 1 min 25 s \| \| \| 7.º \| José Luis Rubiera \| Discovery Channel \| + 1 min 25 s \| \| \| 8.º \| Haimar Zubeldia \| Euskaltel-Euskadi \| + 1 min 25 s \| \| \| 9.º \| Luis León Sánchez \| Liberty Seguros-Würth \| + 1 min 25 s \| \| \| 10.º \| Pietro Caucchioli \| Crédit Agricole \| + 1 min 25 s \| \| |                   |                                |                 |
| |                   |                                |                 |
| |                   |                                |                 |
| Clasificación de la etapa |                   |                                |                 |
| Ciclista | Ciclista          | Equipo                         | Tiempo          |
| 1.º | Patxi Vila        | Lampre-Fondital                | 4 h 23 min 28 s |
| 2.º | Floyd Landis      | Phonak Hearing Systems         | + 0 s           |
| 3.º | Samuel Sánchez    | Euskaltel-Euskadi              | + 1 min 16 s    |
| 4.º | Fränk Schleck     | CSC                            | + 1 min 16 s    |
| 5.º | Antonio Colom     | Caisse d'Épargne-Illes Balears | + 1 min 16 s    |
| 6.º | Stefan Schumacher | Gerolsteiner                   | + 1 min 25 s    |
| 7.º | José Luis Rubiera | Discovery Channel              | + 1 min 25 s    |
| 8.º | Haimar Zubeldia   | Euskaltel-Euskadi              | + 1 min 25 s    |
| 9.º | Luis León Sánchez | Liberty Seguros-Würth          | + 1 min 25 s    |
| 10.º | Pietro Caucchioli | Crédit Agricole                | + 1 min 25 s    |

| \| Clasificación general \| Clasificación general \| Clasificación general \| Clasificación general \| Clasificación general \| \| Ciclista \| Ciclista \| Equipo \| Tiempo \| \| \| --------------------- \| --------------------- \| ------------------------------ \| --------------------- \| --------------------- \| \| 1.º \| Floyd Landis \| Phonak Hearing Systems \| 14 h 48 min 26 s \| \| \| 2.º \| Patxi Vila \| Lampre-Fondital \| + 9 s \| \| \| 3.º \| Samuel Sánchez \| Euskaltel-Euskadi \| + 1 min 13 s \| \| \| 4.º \| Antonio Colom \| Caisse d'Épargne-Illes Balears \| + 1 min 23 s \| \| \| 5.º \| Fränk Schleck \| CSC \| + 1 min 23 s \| \| \| 6.º \| José Azevedo \| Discovery Channel \| + 1 min 35 s \| \| \| 7.º \| Haimar Zubeldia \| Euskaltel-Euskadi \| + 1 min 37 s \| \| \| 8.º \| Pietro Caucchioli \| Crédit Agricole \| + 1 min 39 s \| \| \| 9.º \| Stefan Schumacher \| Gerolsteiner \| + 1 min 39 s \| \| \| 10.º \| José Luis Rubiera \| Discovery Channel \| + 1 min 40 s \| \| |                   |                                |                  |
| |                   |                                |                  |
| |                   |                                |                  |
| Clasificación general |                   |                                |                  |
| Ciclista | Ciclista          | Equipo                         | Tiempo           |
| 1.º | Floyd Landis      | Phonak Hearing Systems         | 14 h 48 min 26 s |
| 2.º | Patxi Vila        | Lampre-Fondital                | + 9 s            |
| 3.º | Samuel Sánchez    | Euskaltel-Euskadi              | + 1 min 13 s     |
| 4.º | Antonio Colom     | Caisse d'Épargne-Illes Balears | + 1 min 23 s     |
| 5.º | Fränk Schleck     | CSC                            | + 1 min 23 s     |
| 6.º | José Azevedo      | Discovery Channel              | + 1 min 35 s     |
| 7.º | Haimar Zubeldia   | Euskaltel-Euskadi              | + 1 min 37 s     |
| 8.º | Pietro Caucchioli | Crédit Agricole                | + 1 min 39 s     |
| 9.º | Stefan Schumacher | Gerolsteiner                   | + 1 min 39 s     |
| 10.º | José Luis Rubiera | Discovery Channel              | + 1 min 40 s     |

Resumen
Este es un escenario con numerosas colinas para escalar, interpretado de la mejor manera por los ciclistas, con una sucesión de escapes. La acción decisiva tiene lugar en la subida del "col de la Croix-de-Chaubouret", donde hay un grupo de 5 ciclistas en fuga, a 2 km de la cumbre que acelera el estadounidense Floyd Landis, solo el español Francisco Vila logra resistirlo, los dos escollinanos con una buena ventaja que aumenta tanto que los dos juegan la victoria de etapa, el español gana, es su primer éxito como profesional, y la conquista estadounidense el primer lugar en la clasificación general. El primer italiano es Pietro Caucchioli décimo en 1'26 ".

### Etapa 4
| Saint-Étienne - Rasteau | etapa llana | (193 km) |

| \| Clasificación de la etapa \| Clasificación de la etapa \| Clasificación de la etapa \| Clasificación de la etapa \| Clasificación de la etapa \| \| Ciclista \| Ciclista \| Equipo \| Tiempo \| \| \| ------------------------- \| ------------------------- \| ------------------------- \| ------------------------- \| ------------------------- \| \| 1.º \| Tom Boonen \| Quick Step-Innergetic \| 4 h 40 min 29 s \| \| \| 2.º \| Allan Davis \| Liberty Seguros-Würth \| + 0 s \| \| \| 3.º \| Stefan Schumacher \| Gerolsteiner \| + 0 s \| \| \| 4.º \| Elia Rigotto \| Team Milram \| + 0 s \| \| \| 5.º \| Gert Steegmans \| Davitamon-Lotto \| + 0 s \| \| \| 6.º \| Sebastian Siedler \| Team Milram \| + 0 s \| \| \| 7.º \| Lilian Jégou \| La Française des jeux \| + 0 s \| \| \| 8.º \| Marcus Burghardt \| T-Mobile \| + 0 s \| \| \| 9.º \| Jérôme Pineau \| Bouygues Telecom \| + 0 s \| \| \| 10.º \| Mark Renshaw \| Crédit Agricole \| + 0 s \| \| |                   |                       |                 |
| |                   |                       |                 |
| |                   |                       |                 |
| Clasificación de la etapa |                   |                       |                 |
| Ciclista | Ciclista          | Equipo                | Tiempo          |
| 1.º | Tom Boonen        | Quick Step-Innergetic | 4 h 40 min 29 s |
| 2.º | Allan Davis       | Liberty Seguros-Würth | + 0 s           |
| 3.º | Stefan Schumacher | Gerolsteiner          | + 0 s           |
| 4.º | Elia Rigotto      | Team Milram           | + 0 s           |
| 5.º | Gert Steegmans    | Davitamon-Lotto       | + 0 s           |
| 6.º | Sebastian Siedler | Team Milram           | + 0 s           |
| 7.º | Lilian Jégou      | La Française des jeux | + 0 s           |
| 8.º | Marcus Burghardt  | T-Mobile              | + 0 s           |
| 9.º | Jérôme Pineau     | Bouygues Telecom      | + 0 s           |
| 10.º | Mark Renshaw      | Crédit Agricole       | + 0 s           |

| \| Clasificación general \| Clasificación general \| Clasificación general \| Clasificación general \| Clasificación general \| \| Ciclista \| Ciclista \| Equipo \| Tiempo \| \| \| --------------------- \| --------------------- \| ------------------------------ \| --------------------- \| --------------------- \| \| 1.º \| Floyd Landis \| Phonak Hearing Systems \| 19 h 26 min 57 s \| \| \| 2.º \| Patxi Vila \| Lampre-Fondital \| + 9 s \| \| \| 3.º \| Samuel Sánchez \| Euskaltel-Euskadi \| + 1 min 13 s \| \| \| 4.º \| Antonio Colom \| Caisse d'Épargne-Illes Balears \| + 1 min 23 s \| \| \| 5.º \| Fränk Schleck \| CSC \| + 1 min 23 s \| \| \| 6.º \| Stefan Schumacher \| Gerolsteiner \| + 1 min 33 s \| \| \| 7.º \| José Azevedo \| Discovery Channel \| + 1 min 35 s \| \| \| 8.º \| Haimar Zubeldia \| Euskaltel-Euskadi \| + 1 min 37 s \| \| \| 9.º \| Pietro Caucchioli \| Crédit Agricole \| + 1 min 39 s \| \| \| 10.º \| José Luis Rubiera \| Discovery Channel \| + 1 min 40 s \| \| |                   |                                |                  |
| |                   |                                |                  |
| |                   |                                |                  |
| Clasificación general |                   |                                |                  |
| Ciclista | Ciclista          | Equipo                         | Tiempo           |
| 1.º | Floyd Landis      | Phonak Hearing Systems         | 19 h 26 min 57 s |
| 2.º | Patxi Vila        | Lampre-Fondital                | + 9 s            |
| 3.º | Samuel Sánchez    | Euskaltel-Euskadi              | + 1 min 13 s     |
| 4.º | Antonio Colom     | Caisse d'Épargne-Illes Balears | + 1 min 23 s     |
| 5.º | Fränk Schleck     | CSC                            | + 1 min 23 s     |
| 6.º | Stefan Schumacher | Gerolsteiner                   | + 1 min 33 s     |
| 7.º | José Azevedo      | Discovery Channel              | + 1 min 35 s     |
| 8.º | Haimar Zubeldia   | Euskaltel-Euskadi              | + 1 min 37 s     |
| 9.º | Pietro Caucchioli | Crédit Agricole                | + 1 min 39 s     |
| 10.º | José Luis Rubiera | Discovery Channel              | + 1 min 40 s     |

Resumen
Etapa caracterizada por una carrera de 100 km por los holandeses Bas Giling y el francés Eric Leblacher, escapar de esto que evitó la formación de otras escapadas manteniendo al grupo en silencio y haciendo que el juego de los equipos de la velocistas. Los dos fueron reabsorbidos a 10 kilómetros de la llegada y, a pesar de algún otro intento irreal de fugas, hubo una llegada masiva. En la tercera victoria para el campeón mundial Tom Boonen, y por tercera vez segundo fue el australiano Allan Davis. Cabe destacar la interrupción de la carrera en el km 69 debido a una manifestación de estudiantes.

### Etapa 5
| Aviñón - Digne-les-Bains | etapa de montaña | (201,5 km) |

| \| Clasificación de la etapa \| Clasificación de la etapa \| Clasificación de la etapa \| Clasificación de la etapa \| Clasificación de la etapa \| \| Ciclista \| Ciclista \| Equipo \| Tiempo \| \| \| ------------------------- \| ------------------------- \| ------------------------------ \| ------------------------- \| ------------------------- \| \| 1.º \| Joaquim Rodríguez \| Caisse d'Épargne-Illes Balears \| 4 h 43 min 34 s \| \| \| 2.º \| Joost Posthuma \| Rabobank \| + 19 s \| \| \| 3.º \| Jérôme Pineau \| Bouygues Telecom \| + 33 s \| \| \| 4.º \| Matteo Carrara \| Lampre-Fondital \| + 33 s \| \| \| 5.º \| Vincenzo Nibali \| Liquigas \| + 33 s \| \| \| 6.º \| Sandy Casar \| La Française des jeux \| + 33 s \| \| \| 7.º \| Erik Dekker \| Rabobank \| + 33 s \| \| \| 8.º \| Fränk Schleck \| CSC \| + 33 s \| \| \| 9.º \| Chris Horner \| Davitamon-Lotto \| + 33 s \| \| \| 10.º \| Cyril Dessel \| AG2R Prévoyance \| + 33 s \| \| |                   |                                |                 |
| |                   |                                |                 |
| |                   |                                |                 |
| Clasificación de la etapa |                   |                                |                 |
| Ciclista | Ciclista          | Equipo                         | Tiempo          |
| 1.º | Joaquim Rodríguez | Caisse d'Épargne-Illes Balears | 4 h 43 min 34 s |
| 2.º | Joost Posthuma    | Rabobank                       | + 19 s          |
| 3.º | Jérôme Pineau     | Bouygues Telecom               | + 33 s          |
| 4.º | Matteo Carrara    | Lampre-Fondital                | + 33 s          |
| 5.º | Vincenzo Nibali   | Liquigas                       | + 33 s          |
| 6.º | Sandy Casar       | La Française des jeux          | + 33 s          |
| 7.º | Erik Dekker       | Rabobank                       | + 33 s          |
| 8.º | Fränk Schleck     | CSC                            | + 33 s          |
| 9.º | Chris Horner      | Davitamon-Lotto                | + 33 s          |
| 10.º | Cyril Dessel      | AG2R Prévoyance                | + 33 s          |

| \| Clasificación general \| Clasificación general \| Clasificación general \| Clasificación general \| Clasificación general \| \| Ciclista \| Ciclista \| Equipo \| Tiempo \| \| \| --------------------- \| --------------------- \| ------------------------------ \| --------------------- \| --------------------- \| \| 1.º \| Floyd Landis \| Phonak Hearing Systems \| 24 h 11 min 04 s \| \| \| 2.º \| Patxi Vila \| Lampre-Fondital \| + 9 s \| \| \| 3.º \| Samuel Sánchez \| Euskaltel-Euskadi \| + 1 min 13 s \| \| \| 4.º \| Antonio Colom \| Caisse d'Épargne-Illes Balears \| + 1 min 23 s \| \| \| 5.º \| Fränk Schleck \| CSC \| + 1 min 23 s \| \| \| 6.º \| José Azevedo \| Discovery Channel \| + 1 min 35 s \| \| \| 7.º \| Haimar Zubeldia \| Euskaltel-Euskadi \| + 1 min 37 s \| \| \| 8.º \| Pietro Caucchioli \| Crédit Agricole \| + 1 min 39 s \| \| \| 9.º \| José Luis Rubiera \| Discovery Channel \| + 1 min 40 s \| \| \| 10.º \| Erik Dekker \| Rabobank \| + 1 min 41 s \| \| |                   |                                |                  |
| |                   |                                |                  |
| |                   |                                |                  |
| Clasificación general |                   |                                |                  |
| Ciclista | Ciclista          | Equipo                         | Tiempo           |
| 1.º | Floyd Landis      | Phonak Hearing Systems         | 24 h 11 min 04 s |
| 2.º | Patxi Vila        | Lampre-Fondital                | + 9 s            |
| 3.º | Samuel Sánchez    | Euskaltel-Euskadi              | + 1 min 13 s     |
| 4.º | Antonio Colom     | Caisse d'Épargne-Illes Balears | + 1 min 23 s     |
| 5.º | Fränk Schleck     | CSC                            | + 1 min 23 s     |
| 6.º | José Azevedo      | Discovery Channel              | + 1 min 35 s     |
| 7.º | Haimar Zubeldia   | Euskaltel-Euskadi              | + 1 min 37 s     |
| 8.º | Pietro Caucchioli | Crédit Agricole                | + 1 min 39 s     |
| 9.º | José Luis Rubiera | Discovery Channel              | + 1 min 40 s     |
| 10.º | Erik Dekker       | Rabobank                       | + 1 min 41 s     |

Resumen
También en esta etapa hubo una larga fuga, de unos 120 km, animada por nueve ciclistas y, en esta ocasión, uno de ellos logró ganar la etapa. En la ascensión del Col du Corobin saltó por los aires el acuerdo entre los corredores, y eso fue aprovechado por Joaquim Rodríguez, quien llegó solo a la línea de meta.

### Etapa 6
| Digne-les-Bains - Cannes | etapa de media montaña | (179 km) |

| \| Clasificación de la etapa \| Clasificación de la etapa \| Clasificación de la etapa \| Clasificación de la etapa \| Clasificación de la etapa \| \| Ciclista \| Ciclista \| Equipo \| Tiempo \| \| \| ------------------------- \| ------------------------- \| ------------------------------- \| ------------------------- \| ------------------------- \| \| 1.º \| Andréi Kashechkin \| Liberty Seguros-Würth \| 4 h 12 min 08 s \| \| \| 2.º \| Sylvain Chavanel \| Cofidis-Le Crédit par Téléphone \| + 1 min 06 s \| \| \| 3.º \| Sandy Casar \| La Française des jeux \| + 1 min 11 s \| \| \| 4.º \| Thomas Voeckler \| Bouygues Telecom \| + 1 min 11 s \| \| \| 5.º \| David Moncoutié \| Cofidis-Le Crédit par Téléphone \| + 1 min 11 s \| \| \| 6.º \| Jurgen Van de Walle \| Quick Step-Innergetic \| + 1 min 11 s \| \| \| 7.º \| Yevgueni Petrov \| Lampre-Fondital \| + 1 min 11 s \| \| \| 8.º \| Matteo Carrara \| Lampre-Fondital \| + 1 min 33 s \| \| \| 9.º \| Tomas Vaitkus \| AG2R Prévoyance \| + 1 min 33 s \| \| \| 10.º \| Fränk Schleck \| CSC \| + 1 min 33 s \| \| |                     |                                 |                 |
| |                     |                                 |                 |
| |                     |                                 |                 |
| Clasificación de la etapa |                     |                                 |                 |
| Ciclista | Ciclista            | Equipo                          | Tiempo          |
| 1.º | Andréi Kashechkin   | Liberty Seguros-Würth           | 4 h 12 min 08 s |
| 2.º | Sylvain Chavanel    | Cofidis-Le Crédit par Téléphone | + 1 min 06 s    |
| 3.º | Sandy Casar         | La Française des jeux           | + 1 min 11 s    |
| 4.º | Thomas Voeckler     | Bouygues Telecom                | + 1 min 11 s    |
| 5.º | David Moncoutié     | Cofidis-Le Crédit par Téléphone | + 1 min 11 s    |
| 6.º | Jurgen Van de Walle | Quick Step-Innergetic           | + 1 min 11 s    |
| 7.º | Yevgueni Petrov     | Lampre-Fondital                 | + 1 min 11 s    |
| 8.º | Matteo Carrara      | Lampre-Fondital                 | + 1 min 33 s    |
| 9.º | Tomas Vaitkus       | AG2R Prévoyance                 | + 1 min 33 s    |
| 10.º | Fränk Schleck       | CSC                             | + 1 min 33 s    |

| \| Clasificación general \| Clasificación general \| Clasificación general \| Clasificación general \| Clasificación general \| \| Ciclista \| Ciclista \| Equipo \| Tiempo \| \| \| --------------------- \| --------------------- \| ------------------------------ \| --------------------- \| --------------------- \| \| 1.º \| Floyd Landis \| Phonak Hearing Systems \| 28 h 24 min 45 s \| \| \| 2.º \| Patxi Vila \| Lampre-Fondital \| + 9 s \| \| \| 3.º \| Samuel Sánchez \| Euskaltel-Euskadi \| + 1 min 13 s \| \| \| 4.º \| Antonio Colom \| Caisse d'Épargne-Illes Balears \| + 1 min 23 s \| \| \| 5.º \| Fränk Schleck \| CSC \| + 1 min 23 s \| \| \| 6.º \| José Azevedo \| Discovery Channel \| + 1 min 35 s \| \| \| 7.º \| Pietro Caucchioli \| Crédit Agricole \| + 1 min 39 s \| \| \| 8.º \| José Luis Rubiera \| Discovery Channel \| + 1 min 40 s \| \| \| 9.º \| Erik Dekker \| Rabobank \| + 1 min 41 s \| \| \| 10.º \| Chris Horner \| Davitamon-Lotto \| + 1 min 43 s \| \| |                   |                                |                  |
| |                   |                                |                  |
| |                   |                                |                  |
| Clasificación general |                   |                                |                  |
| Ciclista | Ciclista          | Equipo                         | Tiempo           |
| 1.º | Floyd Landis      | Phonak Hearing Systems         | 28 h 24 min 45 s |
| 2.º | Patxi Vila        | Lampre-Fondital                | + 9 s            |
| 3.º | Samuel Sánchez    | Euskaltel-Euskadi              | + 1 min 13 s     |
| 4.º | Antonio Colom     | Caisse d'Épargne-Illes Balears | + 1 min 23 s     |
| 5.º | Fränk Schleck     | CSC                            | + 1 min 23 s     |
| 6.º | José Azevedo      | Discovery Channel              | + 1 min 35 s     |
| 7.º | Pietro Caucchioli | Crédit Agricole                | + 1 min 39 s     |
| 8.º | José Luis Rubiera | Discovery Channel              | + 1 min 40 s     |
| 9.º | Erik Dekker       | Rabobank                       | + 1 min 41 s     |
| 10.º | Chris Horner      | Davitamon-Lotto                | + 1 min 43 s     |

Resumen
Fue la última oportunidad para revertir la situación en la clasificación general, por lo tanto, desde el comienzo de la etapa, los favoritos comenzaron a moverse. Un grupo de 19 ciclistas logró escaparse, alcanzando los 2 minutos y treinta segundos de ventaja, pero el ruso Yevgeny Petrov se derrumbó y ascendió el Col de Bourigaille en solitario, logrando obtener una ventaja de 45 "en el grupo y 4 minutos en el grupo. En la última subida del día, el Col du Tanneron, Petrov redujo la velocidad y de los perseguidores salió el kazajo Andréi Kashechkin quien superó a Petrov. En la persecución del kazajo se llevó el francés Sylvain Chavanel, que le redujo la diferencia pero no pudo atraparlo. Landis retuvo el maillot del líder que llegaba con el grupo a 1' 33' del ganador.

### Etapa 7
| Niza - Niza | etapa de montaña | (119 km) |

| \| Clasificación de la etapa \| Clasificación de la etapa \| Clasificación de la etapa \| Clasificación de la etapa \| Clasificación de la etapa \| \| Ciclista \| Ciclista \| Equipo \| Tiempo \| \| \| ------------------------- \| ------------------------- \| ------------------------------ \| ------------------------- \| ------------------------- \| \| 1.º \| Markus Zberg \| Gerolsteiner \| 3 h 29 min 38 s \| \| \| 2.º \| Yevgueni Petrov \| Lampre-Fondital \| + 0 s \| \| \| 3.º \| Alberto Contador \| Liberty Seguros-Würth \| + 0 s \| \| \| 4.º \| Antonio Colom \| Caisse d'Épargne-Illes Balears \| + 0 s \| \| \| 5.º \| Joaquim Rodríguez \| Caisse d'Épargne-Illes Balears \| + 16 s \| \| \| 6.º \| Sandy Casar \| La Française des jeux \| + 18 s \| \| \| 7.º \| Erik Dekker \| Rabobank \| + 18 s \| \| \| 8.º \| Matteo Carrara \| Lampre-Fondital \| + 18 s \| \| \| 9.º \| Linus Gerdemann \| T-Mobile \| + 18 s \| \| \| 10.º \| Cyril Dessel \| AG2R Prévoyance \| + 18 s \| \| |                   |                                |                 |
| |                   |                                |                 |
| |                   |                                |                 |
| Clasificación de la etapa |                   |                                |                 |
| Ciclista | Ciclista          | Equipo                         | Tiempo          |
| 1.º | Markus Zberg      | Gerolsteiner                   | 3 h 29 min 38 s |
| 2.º | Yevgueni Petrov   | Lampre-Fondital                | + 0 s           |
| 3.º | Alberto Contador  | Liberty Seguros-Würth          | + 0 s           |
| 4.º | Antonio Colom     | Caisse d'Épargne-Illes Balears | + 0 s           |
| 5.º | Joaquim Rodríguez | Caisse d'Épargne-Illes Balears | + 16 s          |
| 6.º | Sandy Casar       | La Française des jeux          | + 18 s          |
| 7.º | Erik Dekker       | Rabobank                       | + 18 s          |
| 8.º | Matteo Carrara    | Lampre-Fondital                | + 18 s          |
| 9.º | Linus Gerdemann   | T-Mobile                       | + 18 s          |
| 10.º | Cyril Dessel      | AG2R Prévoyance                | + 18 s          |

Resumen
La última etapa fue muy agitada, con la sucesión de fugas de grupos pequeños, aunque la que triunfó fue la de cinco corredores (Markus Zberg, Evgenij Vladimirovič Petrov, Alberto Contador, Antonio Colom y Joaquim Rodríguez), con una pequeña ventaja sobre el grupo.

## Clasificaciones finales

### Clasificación general
| \| Clasificación general \| Clasificación general \| Clasificación general \| Clasificación general \| Clasificación general \| \| Ciclista \| Ciclista \| Equipo \| Tiempo \| \| \| --------------------- \| --------------------- \| ------------------------------ \| --------------------- \| --------------------- \| \| 1.º \| Floyd Landis \| Phonak Hearing Systems \| 31 h 54 min 41 s \| \| \| 2.º \| Patxi Vila \| Lampre-Fondital \| + 9 s \| \| \| 3.º \| Antonio Colom \| Caisse d'Épargne-Illes Balears \| + 1 min 05 s \| \| \| 4.º \| Samuel Sánchez \| Euskaltel-Euskadi \| + 1 min 13 s \| \| \| 5.º \| Fränk Schleck \| CSC \| + 1 min 13 s \| \| \| 6.º \| José Azevedo \| Discovery Channel \| + 1 min 35 s \| \| \| 7.º \| Erik Dekker \| Rabobank \| + 1 min 38 s \| \| \| 8.º \| Pietro Caucchioli \| Crédit Agricole \| + 1 min 39 s \| \| \| 9.º \| José Luis Rubiera \| Discovery Channel \| + 1 min 40 s \| \| \| 10.º \| Chris Horner \| Davitamon-Lotto \| + 1 min 43 s \| \| |                   |                                |                  |
| |                   |                                |                  |
| |                   |                                |                  |
| Clasificación general |                   |                                |                  |
| Ciclista | Ciclista          | Equipo                         | Tiempo           |
| 1.º | Floyd Landis      | Phonak Hearing Systems         | 31 h 54 min 41 s |
| 2.º | Patxi Vila        | Lampre-Fondital                | + 9 s            |
| 3.º | Antonio Colom     | Caisse d'Épargne-Illes Balears | + 1 min 05 s     |
| 4.º | Samuel Sánchez    | Euskaltel-Euskadi              | + 1 min 13 s     |
| 5.º | Fränk Schleck     | CSC                            | + 1 min 13 s     |
| 6.º | José Azevedo      | Discovery Channel              | + 1 min 35 s     |
| 7.º | Erik Dekker       | Rabobank                       | + 1 min 38 s     |
| 8.º | Pietro Caucchioli | Crédit Agricole                | + 1 min 39 s     |
| 9.º | José Luis Rubiera | Discovery Channel              | + 1 min 40 s     |
| 10.º | Chris Horner      | Davitamon-Lotto                | + 1 min 43 s     |

### Clasificación de los puntos
| Clasificación por puntos | Clasificación por puntos | Clasificación por puntos       | Clasificación por puntos | Clasificación por puntos |
| Ciclista                 | Ciclista                 | Equipo                         | Puntos                   |                          |
| ------------------------ | ------------------------ | ------------------------------ | ------------------------ | ------------------------ |
| 1.º                      | Samuel Sánchez           | Euskaltel-Euskadi              | 66 pts                   |                          |
| 2.º                      | Sandy Casar              | La Française des jeux          | 63 pts                   |                          |
| 3.º                      | Jérôme Pineau            | Bouygues Telecom               | 52 pts                   |                          |
| 4.º                      | Fränk Schleck            | CSC                            | 50 pts                   |                          |
| 5.º                      | Matteo Carrara           | Lampre-Fondital                | 49 pts                   |                          |
| 6.º                      | Andréi Kashechkin        | Liberty Seguros-Würth          | 48 pts                   |                          |
| 7.º                      | Erik Dekker              | Rabobank                       | 46 pts                   |                          |
| 8.º                      | Joaquim Rodríguez        | Caisse d'Épargne-Illes Balears | 42 pts                   |                          |
| 9.º                      | Alberto Contador         | Liberty Seguros-Würth          | 42 pts                   |                          |
| 10.º                     | Antonio Colom            | Caisse d'Épargne-Illes Balears | 40 pts                   |                          |

### Clasificación de la montaña
| Clasificación de la montaña | Clasificación de la montaña | Clasificación de la montaña     | Clasificación de la montaña | Clasificación de la montaña |
| Ciclista                    | Ciclista                    | Equipo                          | Puntos                      |                             |
| --------------------------- | --------------------------- | ------------------------------- | --------------------------- | --------------------------- |
| 1.º                         | David Moncoutié             | Cofidis-Le Crédit par Téléphone | 51 pts                      |                             |
| 2.º                         | Christophe Laurent          | Agritubel                       | 42 pts                      |                             |
| 3.º                         | Joaquim Rodríguez           | Caisse d'Épargne-Illes Balears  | 39 pts                      |                             |
| 4.º                         | Nicolas Crosbie             | Agritubel                       | 35 pts                      |                             |
| 5.º                         | Alberto Contador            | Liberty Seguros-Würth           | 26 pts                      |                             |
| 6.º                         | Yevgueni Petrov             | Lampre-Fondital                 | 25 pts                      |                             |
| 7.º                         | Eric Leblacher              | La Française des jeux           | 23 pts                      |                             |
| 8.º                         | Markus Zberg                | Gerolsteiner                    | 17 pts                      |                             |
| 9.º                         | Matej Mugerli               | Liquigas                        | 17 pts                      |                             |
| 10.º                        | Sérgio Paulinho             | Liberty Seguros-Würth           | 17 pts                      |                             |

### Clasificación de los jóvenes
| Clasificación del mejor joven | Clasificación del mejor joven | Clasificación del mejor joven | Clasificación del mejor joven | Clasificación del mejor joven |
| Ciclista                      | Ciclista                      | Equipo                        | Tiempo                        |                               |
| ----------------------------- | ----------------------------- | ----------------------------- | ----------------------------- | ----------------------------- |
| 1.º                           | Luis León Sánchez             | Liberty Seguros-Würth         | 31 h 58 min 11 s              |                               |
| 2.º                           | Joost Posthuma                | Rabobank                      | + 21 s                        |                               |
| 3.º                           | Thomas Lövkvist               | La Française des jeux         | + 52 s                        |                               |
| 4.º                           | Linus Gerdemann               | T-Mobile                      | + 1 min 51 s                  |                               |
| 5.º                           | Alberto Contador              | Liberty Seguros-Würth         | + 3 min 30 s                  |                               |
| 6.º                           | Johan Vansummeren             | Davitamon-Lotto               | + 6 min 19 s                  |                               |
| 7.º                           | Juanjo Cobo                   | Saunier Duval-Prodir          | + 6 min 50 s                  |                               |
| 8.º                           | Andri Hrivko                  | Team Milram                   | + 7 min 24 s                  |                               |
| 9.º                           | Dani Navarro                  | Liberty Seguros-Würth         | + 11 min 03 s                 |                               |
| 10.º                          | Yannick Talabardon            | Crédit Agricole               | + 26 min 48 s                 |                               |

### Clasificación por equipos
| Clasificación por equipos | Clasificación por equipos      | Clasificación por equipos | Clasificación por equipos |
| Equipo                    | Equipo                         | Tiempo                    |                           |
| ------------------------- | ------------------------------ | ------------------------- | ------------------------- |
| 1.º                       | Lampre-Fondital                | 95 h 51 min 43 s          |                           |
| 2.º                       | Discovery Channel              | + 3 s                     |                           |
| 3.º                       | Liberty Seguros-Würth          | + 34 s                    |                           |
| 4.º                       | Crédit agricole                | + 4 min 12 s              |                           |
| 5.º                       | Caisse d'Épargne-Illes Balears | + 8 min 52 s              |                           |
| 6.º                       | Phonak Hearing Systems         | + 9 min 05 s              |                           |
| 7.º                       | Euskaltel-Euskadi              | + 10 min 46 s             |                           |
| 8.º                       | La Française des jeux          | + 11 min 19 s             |                           |
| 9.º                       | Davitamon-Lotto                | + 13 min 46 s             |                           |
| 10.º                      | AG2R Prévoyance                | + 14 min 10 s             |                           |

## Evolución de las clasificaciones
| Etapa              | Vencedor           | Clasificación general | Clasificación por puntos | Clasificación de la montaña | Clasificación de los jóvenes | Clasificación por equipos |
| ------------------ | ------------------ | --------------------- | ------------------------ | --------------------------- | ---------------------------- | ------------------------- |
| Prólogo            | Bobby Julich       | Bobby Julich          | Bobby Julich             | Non asiganada               | Alberto Contador             | Française des Jeux        |
| 1.ª                | Tom Boonen         | Tom Boonen            | Tom Boonen               | Stéphane Augé               | Alberto Contador             | Française des Jeux        |
| 2.ª                | Tom Boonen         | Tom Boonen            | Tom Boonen               | Nicolas Crosbie             | Benoît Vaugrenard            | Française des Jeux        |
| 3.ª                | Patxi Vila         | Floyd Landis          | Tom Boonen               | Nicolas Crosbie             | Stefan Schumacher            | Discovery Channel         |
| 4.ª                | Tom Boonen         | Floyd Landis          | Tom Boonen               | Christophe Laurent          | Stefan Schumacher            | Discovery Channel         |
| 5.ª                | Joaquin Rodríguez  | Floyd Landis          | Tom Boonen               | Christophe Laurent          | Stefan Schumacher            | Discovery Channel         |
| 6.ª                | Andréi Kashechkin  | Floyd Landis          | Tom Boonen               | Christophe Laurent          | Luis León Sánchez            | Discovery Channel         |
| 7.ª                | Markus Zberg       | Floyd Landis          | Samuel Sánchez           | David Moncoutié             | Luis León Sánchez            | Lampre-Fondital           |
| Classifiche finali | Classifiche finali | Floyd Landis          | Samuel Sánchez           | David Moncoutié             | Luis León Sánchez            | Lampre-Fondital           |